# Томас Еберт
То́мас Е́берт  (дан. Thomas Ebert, 23 липня 1973) — данський веслувальник, олімпійський чемпіон.

## Виступи на Олімпіадах
| Олімпіада   | Дисципліна                              | Місце |
| ----------- | --------------------------------------- | ----- |
| Сідней 2000 | легка четвірка розстібна без стернового | 3     |
| Афіни 2004  | легка четвірка розстібна без стернового | 1     |
| Пекін 2008  | легка четвірка розстібна без стернового | 1     |